# Order Pahlawiego
Order Pahlawiego (pers. ‏Nešān-e Pahlavi نشان پهلوی‎) – najwyższe odznaczenie ustanowione w 1926 roku przez Rezę Szacha Pahlawiego, pierwszego władcę Persji z dynastii Pahlawi. Zastąpił najważniejszy order dynastii Kadżarów – Order Lwa i Słońca. Przeznaczony do nadawania monarchom i głowom państw. Zlikwidowany w 1979 roku przez rząd ajatollahów w wyniku irańskiej rewolucji islamskiej.

## Podział odznaczenia
Order dzielił się na dwie klasy:
- I klasa – Wielki Łańcuch Pahlawiego (początkowo noszona wyłącznie przez szacha),
- II klasa – Wielka Wstęga Pahlawiego (dla pozostałych odznaczonych).

Dodatkowo:
- Odznaka Honorowa Pahlawiego[2][6].

## Wygląd insygniów

### Odznaka
Odznaka (godło) II klasy orderu składała się z umieszczonego centralnie, okrągłego medalionu, oraz czterech koron Pahlawich ustawionych wokół niego w kształcie krzyża. Korony wykonane były z platyny i zdobione drogimi kamieniami. Każda z nich była połączona z sąsiednią za pomocą podwójnej, złotej pętli w kształcie ósemki, z dodatkowym kółkiem emaliowanym na niebiesko w środku każdej pętli. Wewnątrz medalionu umieszczono ilustrację przedstawiającą górę Demawend (najwyższy szczyt Iranu i jeden z jego symboli) i wschodzące za nią słońce na tle błękitnego lub niebieskiego nieba. Wizerunek ten obramowany był białym pierścieniem, z dwoma zielonymi liśćmi laurowymi oraz napisami w języku perskim: „PAHLAWI” na górze i data „1926” na dole. Odznaka w I klasie wyglądała podobnie do gwiazdy orderowej (nie dorównując jej jednocześnie rozmiarem), była jednak większa od odznaki II klasy.

#### Odznaka Honorowa
Była to dodatkowa oznaka w formie medalu, wyglądająca jak miniatura gwiazdy tego orderu, umocowana na wstążce.

### Gwiazda
Gwiazda orderowa, taka sama w obu klasach, była większa niż odznaka w II klasie, ale wyglądała bardzo podobnie. Różniła się tylko tym, że zamiast podwójnej pętli pomiędzy koronami miała pięć złotych promieni, z których środkowy emaliowany był na niebiesko.

### Wstęga

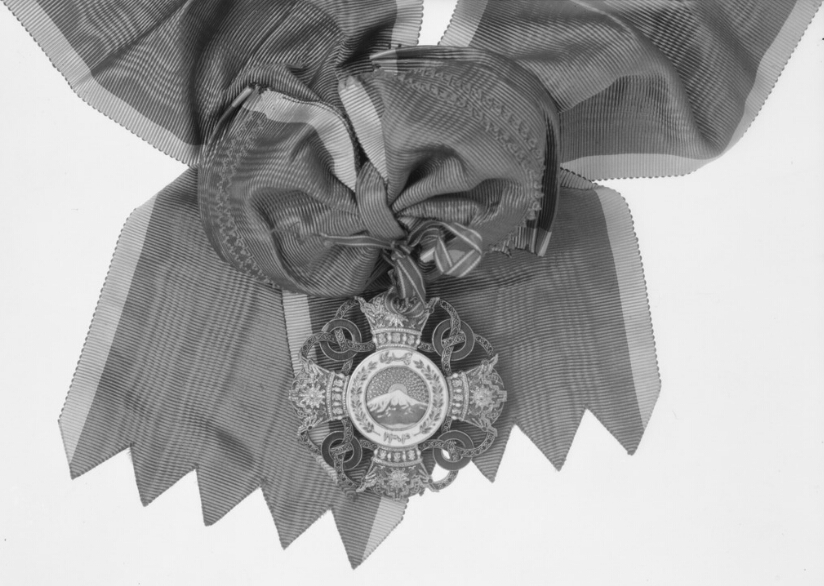
Wstęga orderowa wraz z powieszoną na niej odznaką

Wstęga orderowa wykonana była z niebieskiego jedwabiu, z żółtymi paskami po obu bokach, wzdłuż całej jej długości.

### Łańcuch
Łańcuch orderowy miał kształt naszyjnika składającego się z jednego rzędu potrójnych pętelek uformowanych w ósemki, połączonych emaliowanymi na niebiesko pierścieniami. Takie same pierścienie znajdowały się wewnątrz pętelek, po dwa w każdej potrójnej ósemce.

## Odznaczeni
Suwereni orderu
- Reza Szah Pahlawi
- Mohammad Reza Pahlawi
- Cyrus Reza Pahlawi

Członkowie rodziny panującej
- Ali Reza Pahlawi I
- Gholam Reza Pahlavi
- Abdul Reza Pahlavi
- Fauzijja bint Fu’ad

Monarchowie i głowy państw
- Haile Selassie I
- Juliana Oranje-Nassau[7]
- Fryderyk IX Glücksburg
- Olaf V Glücksburg[8]
- Faruk I Egipski
- Gustaw VI Bernadotte
- Bhumibol Adulyadej
- Jan Karol I Burbon
- Husajn ibn Talal
- Baldwin I Koburg
- Aga Chan IV

Pierwsza klasą tego orderu zostały ponadto odznaczone wszystkie głowy państw biorące udział w uroczystościach obchodów 2500-lecia Imperium Perskiego.